# Gowarzów
Gowarzów is een plaats in het Poolse district  Radomszczański, woiwodschap Łódź. De plaats maakt deel uit van de gemeente Gidle en telt 436 inwoners.